# Fuerza Amarilla Sporting Club
Fuerza Amarilla Sporting Club é um clube de futebol equatoriano baseado na cidade de Machala. Fundado em 23 de dezembro de 1999, manda seus jogos no Estádio 9 de Maio     com capacidade para 16.500 torcedores e atualmente disputa a Série B do Campeonato Equatoriano.
Em 2015 o clube teve seu primeiro acesso para a principal divisão do futebol local, ao finalizar em segundo lugar na classificação geral da Série B equatoriana com uma vitória por 4–1 sobre o tradicional Olmedo de Riobamba. Logo em sua temporada de estreia na Série A, se classifica para sua primeira competição internacional ao finalizar a competição em oitavo lugar e, com isso, obter uma das quatro vagas do Equador na Copa Sul-Americana de 2017.